# Chris Langham
Chris Langham, född 14 april 1949 i London är en brittisk komiker och skådespelare.
Langhams karriär fick ett abrupt slut när han dömdes för barnpornografibrott 2007.

## Utmärkelser
Langham vann ett Primetime Emmy Award för bästa manus till en komediserie 1981 för Mupparna. 2006 vann han 
BAFTA:s pris för "Bästa skådespelare i komediserie" för Trist, herr minister.

## Filmografi i urval
- 1976–1981 – Mupparna (TV-serie) (manus)
- 1976 – Rosa Pantern slår igen (roll)
- 1979 – Ett herrans liv (roll)
- 1979 – Inte Aktuellt (TV-serie) (säsong 1, manus och roll)
- 1984 – Spitting Image  (TV-serie) (manus)
- 1986 – The Comic Strip (TV-serie) (roll)
- 1992 –  Kom igen Columbus (roll)
- 1998–2000 – Kiss me Kate (TV-serie) (manus och roll)
- 2005 – Trist, herr minister (TV-serie) (säsong 1, roll)